# El Colibri
El colibrí (Il colibrì) è uno studio virtuosistico per chitarra classica composto dal chitarrista e pedagogo argentino Julio Salvador Sagreras (1879–1942). Il brano è noto per la sua brillantezza tecnica e per l’imitazione del volo del colibrì, resa attraverso rapidi arpeggi e scale ascendenti e discendenti.

## Descrizione
Composto all'inizio del XX secolo, El colibrí è considerato uno dei brani più celebri di Sagreras. Viene spesso utilizzato in ambito concertistico e didattico per lo sviluppo della tecnica chitarristica. L’esecuzione imita il battito d’ali del colibrì, grazie all’uso continuo di terzine, passaggi rapidi e un fraseggio leggero ma controllato.

## Arrangiamenti
Benché nato per chitarra, il brano ha ispirato numerosi arrangiamenti per strumenti diversi:
- Il violista italiano Marco Misciagna ha realizzato una trascrizione per viola sola, pubblicata nella raccolta Viola Virtuosa Volume 2 (2016), che adatta le figurazioni chitarristiche alle possibilità tecniche dell’arco.[2]

- Il brano è stato interpretato da numerosi chitarristi contemporanei, tra cui John Williams, che ha pubblicato un’esecuzione evidenziandone l’eleganza e la difficoltà tecnica.[3]